# Riachão (Paraíba)
Pour les articles homonymes, voir Riachão.
Riachão est une ville brésilienne du nord-est de l'État de la Paraíba.
Sa population était estimée à 3 405 habitants en 2007. La municipalité s'étend sur 90 km2.